# Mera ur kärlekens språk
Mera ur kärlekens språk (també conegut com More from the Language of Love i More about the Language of Love) és una pel·lícula educativa de sexe sueca de 1970 dirigida per Torgny Wickman. És una seqüela de la pel·lícula de 1969 Ur kärlekens språk i va tenir una seqüela del 1971, Kärlekens XYZ. El 1973 les tres pel·lícules es van editar juntes en una nova pel·lícula, Det bästa ur Kärlekens språk-filmerna ("The Best from the Language of Love Films"). La pel·lícula tractava més sobre la sexualitat i els estils de vida alternatius i els discapacitats, però era igualment conegut amb èxit econòmic com a Language of Love.
Igual que amb el seu predecessor, la pel·lícula va ser rebutjada inicialment un certificat de cinema al Regne Unit el 1972 pel BBFC. Finalment es va aprovar amb 3 minuts de tall per a l'estrena en cinemes amb el títol Language of Love 2 el febrer de 1983 i de nou per a vídeo el 1987. Finalment es va aprovar sense tallar el 2009 com a part d'un conjunt de 3 DVD titulat Swedish Erotica.
El 2009 es va fer una pel·lícula sueca d'educació sexual amb el mateix títol, dirigida per Anders Lennberg.

## Repartiment
- Maj-Briht Bergström-Walan
- Inge Hegeler
- Sten Hegeler
- Bertil Hansson
- Johan Wallin
- Bengt Lindqvist
- Bengt Berggren
- Bruno Kaplan
- Tommy Hedlund
- Anna Berggren
- Mirjam Israel
- Ove Alström
- Göran Bergstrand
- Curt H:son Nilsson
- Lars Lennartsson
- Suzanne Hovinder
- Mogens Jacobsen
- Rune Pär Olofsson
- Annakarin Svedberg
- Wenche Willumsen
- Lars Ljungberg
- Helena Rohde
- Bent Rohweder
- Lasse Lundberg

## Referéncies
1. ↑  «Mera ur Kärlekens språk (1970)» (en swedish). Swedish Film Database. [Consulta: 29 febrer 2012].
2. ↑  «Kärlekens XYZ (1971)» (en swedish). Swedish Film Database. [Consulta: 29 febrer 2012].
3. ↑  «Det bästa ur Kärlekens språk-filmerna (1973)» (en swedish). Swedish Film Database. [Consulta: 29 febrer 2012].